# Schloss Inching

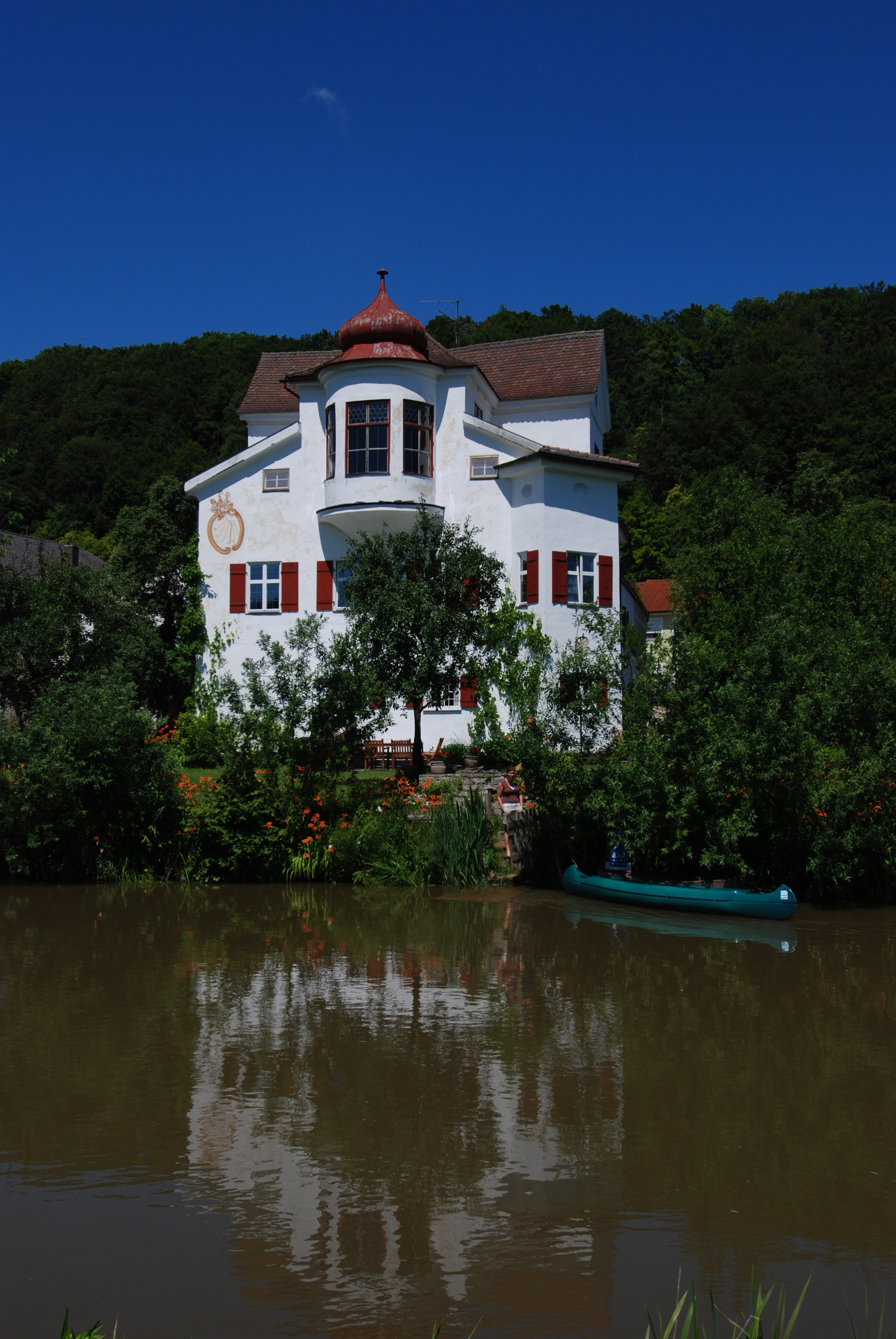
Schloss Inching

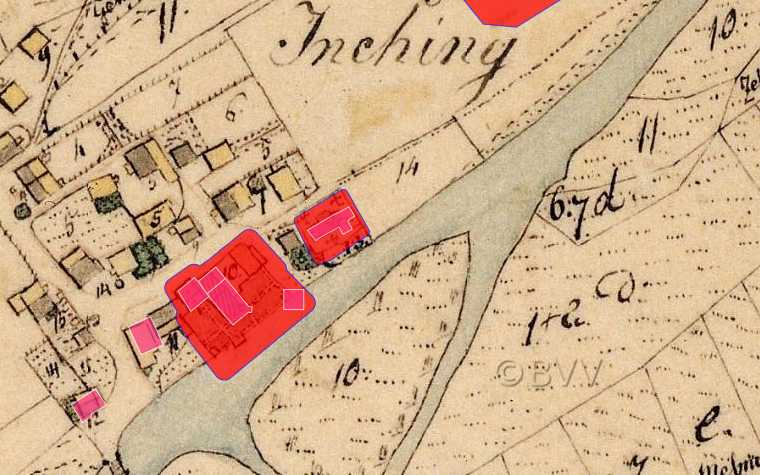
Lageplan von Schloss Inching auf dem Urkataster von Bayern

Schloss Inching ist ein kleines Barockschloss in Inching, einem Gemeindeteil der Gemeinde Walting im Landkreis Eichstätt in Oberbayern. Es liegt unmittelbar westlich der Kirche St. Martin in Inching an der Altmühl, 100 Kilometer nördlich von München. Erbaut wurde es Anfang des 18. Jahrhunderts als Sommersitz der Eichstätter Domherren und Weihbischöfe. Das kleine Schloss bildet auch heute noch mit der Martinskirche und den Nebengebäuden ein einzigartiges historisches Ensemble an der Altmühl.
Die Anlage ist unter der Aktennummer D-1-76-165-23 als Baudenkmal verzeichnet. „Untertägige mittelalterliche und frühneuzeitliche Siedlungsteile im Bereich des ehem. Schlösschens von Inching“ werden zudem als Bodendenkmal unter der Aktennummer D-1-7133-0390 geführt.

## Beschreibung
Das Schloss in seiner heutigen Form wurde 1710–1720 von den aus Graubünden stammenden Eichstätter Hofbaumeistern Jakob Engel (1632–1714) und Gabriel de Gabrieli (1671–1747) geschaffen. Vom wohl im 11. oder 12. Jahrhundert erbauten Ursprungshaus befinden sich noch einige Reste im Erdgeschoss des zur Straße gewandten Teils. Jakob Engel errichtete etwa 1710 zur Altmühl hin einen quadratischen Bau mit einem vom Boden durchgehenden Eckerker und dem flachen Dach eines Jurahauses an.
Gabriel de Gabrieli ersetzte einen Großteil des Dachgeschosses durch einen Barocksaal mit Erker und Seitenkabinetten und schuf damit die einmalige Bauform. Vom ursprünglichen Dach blieben nur die vier Eckflächen übrig, sie enthalten drei Kammern und das Treppenhaus.
„Das dreistöckige und mit einem artigen Gärtchen versehene Schloss macht zur Altmühl hin eine hübsche Front“ ist bereits 1801 im Geographischen Lexikon von Franken zu lesen.
Die Stuckdecke im halbrunden Erker des Gabrieli-Saals schmückt das Wappen des Bauherrn Ignatz von Pfürdt. Bemerkenswert und von Kunsthistorikern als einmalig bezeichnet sind freihängende Stuck-Festons mit Rosen, die Saal und Erker optisch verbinden. Die zwei Seitenkabinette mit Flachkuppel und Oberlicht zeigen Akantusranken und Bandelwerk um 1715.
Der Salon an der Südostecke des ersten Obergeschosses enthält Deckenstuck aus der Zeit um 1710. Die Wände sind mit einer Leinwandtapete bespannt, die ein Gitterwerk aus Ornamenten – sogenannten Rocaillen – aus Muscheln und Pflanzenranken auf hellem Grund zeigt. Sie ist noch im Originalzustand und stammt wohl aus derselben Zeit wie der gusseiserne Ofen aus Obereichstätt (eingegossen 1805). Der Salon ist seit Mitte des 20. Jahrhunderts mit einer originalen Biedermeier-Möblierung ausgestattet.
Die rustikale, ehemalige Verwalterwohnung im Erdgeschoss wird heute als Ferienwohnung genutzt. Vom oben schon genannten „artigen Gärtchen“ mit einem noch erhaltenen kleinen Rokoko-Pavillon führen wenige Stufen hinab zur Altmühl.

## Geschichte
Inching – noch heute ein kleines Dorf mit etwa 100 Einwohnern im Altmühltal – wurde bereits 1055 urkundlich erwähnt. Damals verlieh Kaiser Heinrich III. der Eichstätter Kirche das Weinbaurecht zwischen Rebdorf und Inching. Ein Edler Adalbert von Inchingen wurde 1166 genannt.
Bereits im Jahre 1260 übereignete der damalige Bischof von Eichstätt, Engelhard von Tollingen, die Kirche von Inching dem Eichstätter Domkapitel, das bis zur Säkularisation 1806 die Dorf- und Gemeindeherrschaft ausübte.

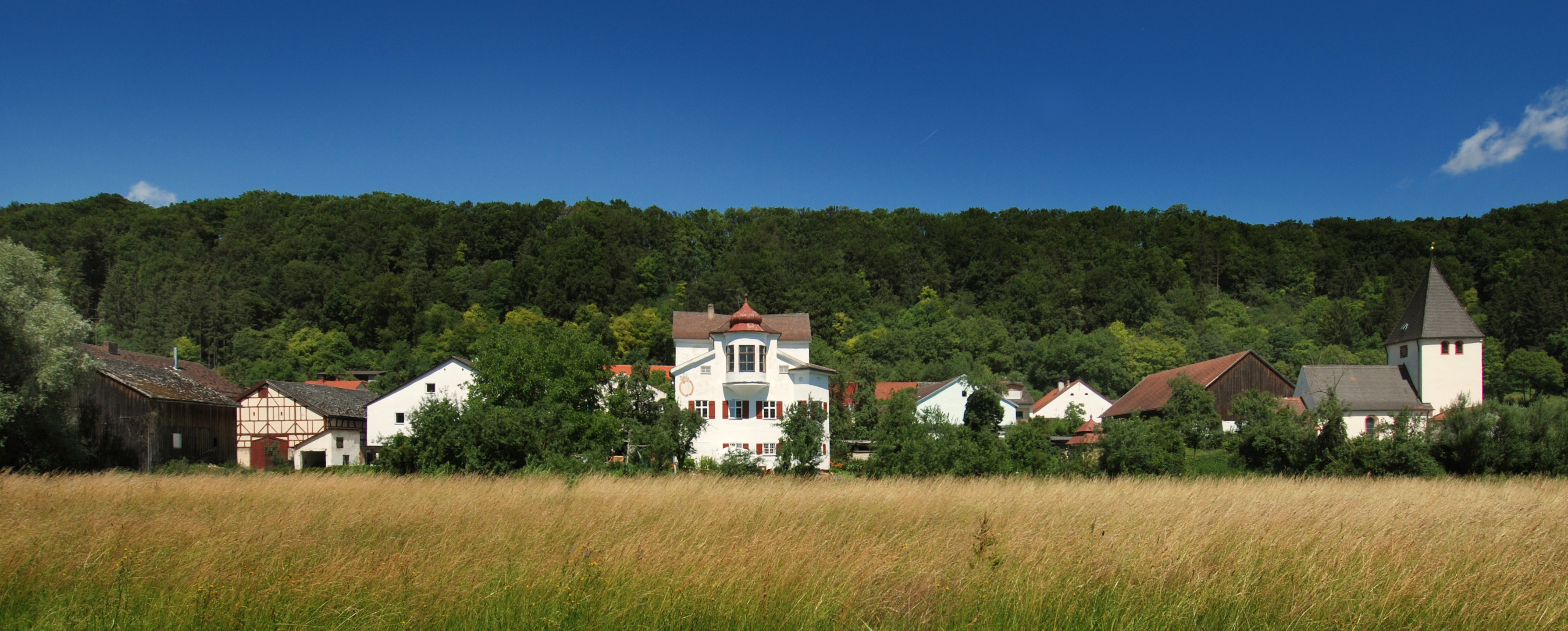
Panorama Inching

Als Besitzer des Schlossgutes verkaufte Domdekan Rudolf Dietrich Freiherr von Freyberg 1714 sein „Fischgut zu Inching mit Gärten, Wiesen, Äcker und Fischwassern“ an den Eichstätter Domherrn Freiherr Gottfried Ignatz von Pfürdt. Dessen prachtvolles Epitaph ist im Kreuzgang des Eichstätter Domes zu bewundern. Grabmale weiterer geistlicher Besitzer finden sich dort. Spätere Besitzer sind u. a. der Dompropst Franz Heinrich Freiherr von Kageneck, der Domherr Heinrich Benedikt von Andlau und als letzter fürstlicher Besitzer vor der Säkularisation Domherr Maria Casemir Graf Schenk von Castell. Das Epitaph von Graf Schenk von Castell hängt in der Eichstätter Friedhofskapelle.
Danach hatte das Schlossgut mehrere schnell wechselnde Besitzer, einzelne Gebäude und Flächen wurden separat verkauft, der Gebäudezustand verschlechterte sich.
Im Jahr 1919 erwarb der Denkmalpfleger, Architekt, Maler und Fotograf Heinrich Ullmann das Anwesen. Er hat sich besonders um die Erforschung, Dokumentation und den Erhalt der typischen Altmühl-Jurahäuser verdient gemacht und ein umfangreiches Werk hinterlassen. In dem Bildband „Im Altmühltal“ sind historische Photographien und Zeichnungen veröffentlicht. Heute betreibt sein Urenkel zusammen mit seiner Frau im Erdgeschoss eine Ferienwohnung.